# Megapiranha paranensis
Megapiranha paranensis es la única especie del género monotípico de peces characiformes de agua dulce Megapiranha, correspondiente a la subfamilia Serrasalminae, la que incluye especies carniceras denominadas comúnmente pirañas. Esta especie extinguida habitó en el nordeste de la Argentina durante el Mioceno.

## Taxonomía
Este género (junto con su única especie) fue descrito originalmente en el año 2009 por los paleontólogos Alberto L. Cione, W. Dahdul, J. Lundberg y A. Machado-Allison.
Sus restos fueron exhumados en sedimentos correspondientes a la formación Ituzaingó, el denominado “Conglomerado osífero” de la región mesopotámica de la Argentina.
El material que sirvió para su descripción comprende un gran premaxilar que conservó dientes. Pocos años después fue desenterrado material adicional en el mismo perfil estratigráfico en la provincia de Entre Ríos.
Se diferencia de otros serrasálmidos por una combinación caracteres propia: 7 dientes premaxilares con los primeros 4 formando una hilera en zig-zag y un tercer diente con similar forma al cuarto y al quinto; grandes coronas unicúspides de forma triangular, con sus filos finamente aserrados.
El análisis de sus restos demostró que representa un grupo hermano del clado de las actuales pirañas, basándose en dos sinapomorfías: el poseer dientes triangulares con gran desarrollo de filos cortantes y que presenta aserramientos a lo largo de ambos filos.
Su descubrimiento permitió confirmar una hipótesis de W. Gosline. Este investigador postuló que el característico sistema de dentición de las pirañas (estas exhiben livianos huesos mandibulares con una única hilera de dientes comprimidos y enganchados entre sí, en forma de hoja y que suman un total de 6) fue adquirido partiendo de serrasálmidos herbívoros u omnívoros, los que presentan anchos y fuertes huesos mandibulares con 2 hileras de dientes redondeados los que suman un total de 7, con 1 o 2 filos bajos. Gosline no había contado con muestras intermedias entre ambos grupos para poder probar su teoría, por lo que esta solo logró ser confirmada al descubrirse y estudiarse los restos de Megapiranha paranensis.
Las especies faunísticas de agua dulce recuperadas del “Conglomerado osífero” sugieren que las temperaturas durante ese periodo eran mayores que las actuales para esa región, además de confirmar que estos humedales estaban conectados biogeográficamente con los de la cuenca amazónica.
Etimología
Etimológicamente el nombre genérico Megapiranha se construye con el prefijo μέγας que viene del idioma griego y que significa 'grande', más el nombre popular de los peces de esta familia: 'piraña', significando de este modo 'gran piraña'. El término específico paranensis es un topónimo que refiere a la región donde fue colectado el tipo, la zona de la ciudad de Paraná. 